# ノゴマ
ノゴマ（野駒、Calliope calliope）は、スズメ目ヒタキ科に分類される鳥類。

## 分布
インド、カザフスタン、カンボジア、タイ、大韓民国、中華人民共和国（香港含む）、朝鮮民主主義人民共和国、台湾、日本、ネパール、フィリピン、ブータン、ブルネイ、ベトナム、ミャンマー、モンゴル、ラオス、ロシア
夏季に中華人民共和国、ロシアなどで繁殖し、冬季は東南アジアへ南下し越冬する。日本では夏季に北海道に繁殖のために飛来（夏鳥）する。岩手県早池峰山でも繁殖例がある。本州以南では渡りの途中に飛来（旅鳥）する。南西諸島では少数が越冬（冬鳥）する。

## 形態
全長15.5cm。体重16-29g。上面が緑褐色、胸部から腹部にかけての下面が汚白色の羽毛で覆われる。体側面は褐色みを帯びる。眼上部にある白い眉状の斑紋（眉斑）と嘴の基部から頸部へ向かう斑紋（顎線）は白く明瞭。
嘴の色彩は黒い。後肢の色彩は薄いオレンジ色。
オスの喉は赤い斑紋が入る。メスの喉は赤い斑紋が入る個体もいるが面積が狭く、多くの個体は喉が白い。

## 生態
平地から亜高山帯にかけての草原や灌木林に生息し、渡りの途中や越冬地では森林に生息することもある。和名は野（原野）に生息するコマドリの意。秋季から冬季にかけては小規模な群れを形成して生活することもある。
食性は動物食傾向の強い雑食で、主に昆虫類を食べるが果実も食べる。
繁殖形態は卵生。繁殖期に縄張りを形成し、オスは草の上などで大声で様々な囀りを行う。種小名calliopeはギリシャ神話の文芸の女神「カリオペー」の意で、囀りに由来する。倒木の下などに枯葉や根などで皿状の巣を作り、6-8月に1回に3-5個の卵を産む。メスのみが抱卵する。

## 画像

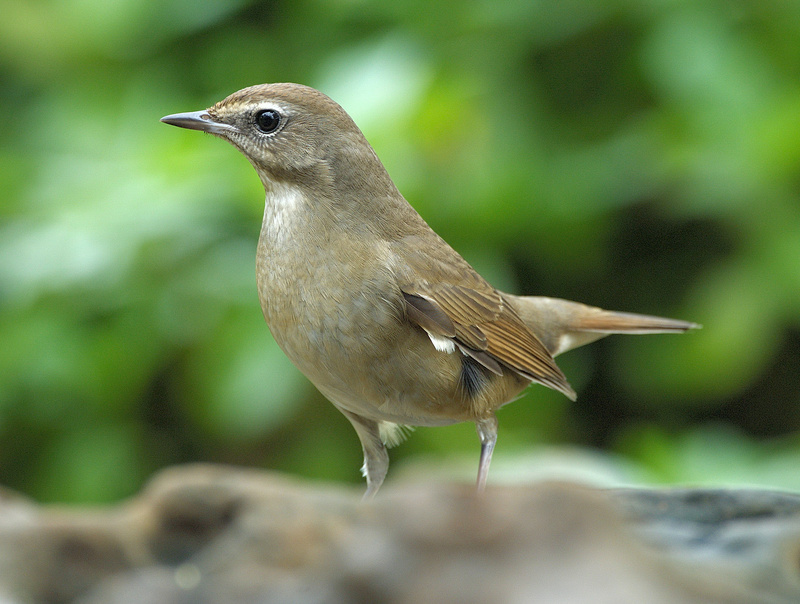
メス
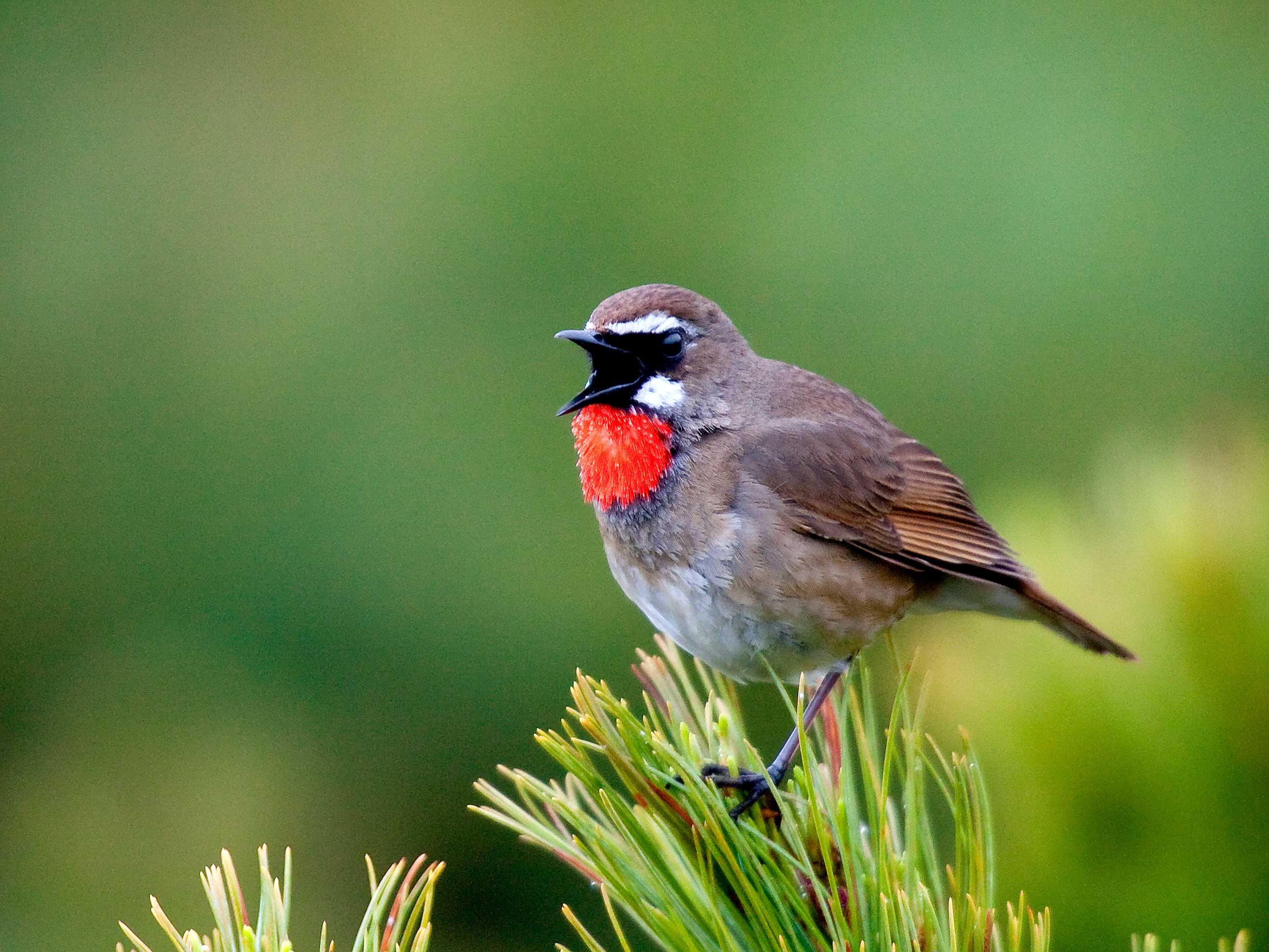
オス